# Burtina waterstradti
Burtina waterstradti là một loài bướm đêm trong họ Geometridae.